# Pereilema
Pereilema és un gènere de plantes de la subfamília de les cloridòidies, família de les poàcies. És originari de Mèxic a Sud-amèrica. Fou descrit per J. Presl i C.Presl.

## Taxonomia
- Pereilema beyrichianum
- Pereilema brasilianum
- Pereilema ciliatum
- Pereilema crinitum
- Pereilema diandrum
- Pereilema setarioides